# Jelysaweta Kotljar
Jelysaweta Kotljar (ukrainisch Єлисавета Котляр, eng. Yelyzaveta Kotliar, * 1. Februar 2007) ist eine ukrainische Tennisspielerin.

## Karriere
Kotljar spielt überwiegend Turniere auf der ITF Women’s World Tennis Tour, wo sie bislang einen Einzeltitel gewonnen hat.
2019 und 2021 nahm Kotljar an den Les Petits As teil.
Kotljar nahm 2024 an allen Juniorinnenwettbewerben der vier Grand Slams teil.
Im Mai 2025 steht sie auf Platz 54 der Junioren-ITF-Rangliste und auf Platz 571 der USTA-Rangliste und wird bei Tennis Recgruiting Network gelistet.

## Turniersiege

### Einzel
| Nr. | Datum         | Turnier | Kategorie | Belag | Finalgegnerin | Ergebnis      |
| --- | ------------- | ------- | --------- | ----- | ------------- | ------------- |
| 1.  | 16. März 2025 | Antalya | ITF W15   | Sand  | İlay Yörük    | 3:6, 6:4, 6:1 |

## Trivia
Bekannt wurde Jelysaweta Kotljar einer breiten Öffentlichkeit, als sie nach ihrem Erstrundenmatch bei den Australian Open 2024, nachdem sie das Match gegen ihre russische Gegnerin Vlada Mincheva mit 2:6 und 4:6 verloren hatte, der Gegnerin per Handschlag am Netz gratuliert hatte. Da der ukrainische Tennisverband nach Beginn des russischen Angriffskriegs auf die Ukraine den Handschlag mit russischen Gegnerinnen und Gegnern untersagt hatte, leitete der Verband eine Untersuchung ein. Der Vater von Jelysaweta, Konstantin Kotljar begründete das Verhalten seiner Tochter als "Ausrutscher" und dem Druck bei so einem großen Turnier geschuldet, der auf so jungen Spielerinnen lastet. Die Untersuchung wurde inzwischen eingestellt.
Kotljar steht bei Top Five Management unter Vertrag.